# Ivan Ramón Folch III.
Ivan Ramón Folch III. (katalonski Joan Ramon Folc III de Cardona, šp. Juan Ramón Folch III) (9. siječnja 1418. – 18. lipnja 1486.) bio je španjolski plemić, grof Pradesa i Cardone, potkralj Sicilije, vikont Villamura te barun Entençe.

## Obitelj
Don Ivan III. je bio jedini sin grofa Ivana Folcha II. i njegove supruge, grofice Ivane I. od Pradesa. (Roditelji Ivana III. bili su bratić i sestrična, ali ne u prvom koljenu.)
Njegove su sestre bile Violeta, Margarita, Timbor i Ivana.
Ivan je prvo, 1444., oženio Ivanu od Urgella (Joana d'Urgell), kćer grofa Jakova II. od Urgella. Ovo su njihova djeca:
- Jakov
- Ivan Ramón Folch IV.
- Katarina (Catalina)

Nakon Ivanine smrti, Ivan se oženio Izabelom od Cabrere; nisu imali djece.
Sin Ivana i njegove konkubine bio je biskup Urgella Petar od Cardone.